# 筑豊電気鉄道5000形電車
筑豊電気鉄道5000形電車は、2015年に登場した筑豊電気鉄道（筑鉄）の鉄道車両の一形式である。

## 概要
筑鉄としては1988年導入の3000形以来となる新形式車で、既存車両の流用品を使わない純然たる新製車両としては同社初となる車両である。
アルナ車両製のリトルダンサーUaタイプ、3車体2台車型の連接車（黒崎駅前側からA車・C車・B車で構成）で全長は17.6m、定員は87名。床面を従来車両より約40cm下げることでホームとの段差をほぼなくした同社初の超低床電車で、運転席前の正面ガラスには曲面ガラスを採用し、かつ傾斜させたエクステリアデザインとしている。
インテリアには随所に木材を使用し、座席の柄はマルチストライプ柄とした。環境にも配慮しており、車内照明のLED化や高効率な制御装置と電力回生ブレーキの搭載により、従来の車両と比べて消費電力量の大幅な削減を実現している。nimocaのサービスに対応した機器を搭載しており、車内では日本語および英語の自動放送を導入しているほか、遮断機のない踏切の安全対策等としてミュージックホーンを搭載している。ドアチャイムは導入しておらず、自動音声による戸閉予告放送を行う。
パンタグラフはシングルアーム式のものをC車の屋根上に搭載している。
本形式の導入ならびにICカード「nimoca」の導入に当たっては国・福岡県および沿線自治体である北九州市・中間市・直方市の財政支援を受けている。これにちなんで、第1編成・第3編成の車体塗色には、福岡県および3市の花（福岡県：ウメ、北九州市：ツツジ、中間市：コスモス、直方市：チューリップ）に共通するイメージであるピンクを基調とした塗色を採用している。また、第2編成の塗色には自然豊かな3市と明るい未来をイメージする「ライトグリーン」を、第4編成にはちくてつ電車まつり2016来場者の投票で選ばれた、遠賀川・響灘をイメージした「ライトブルー」を採用している。

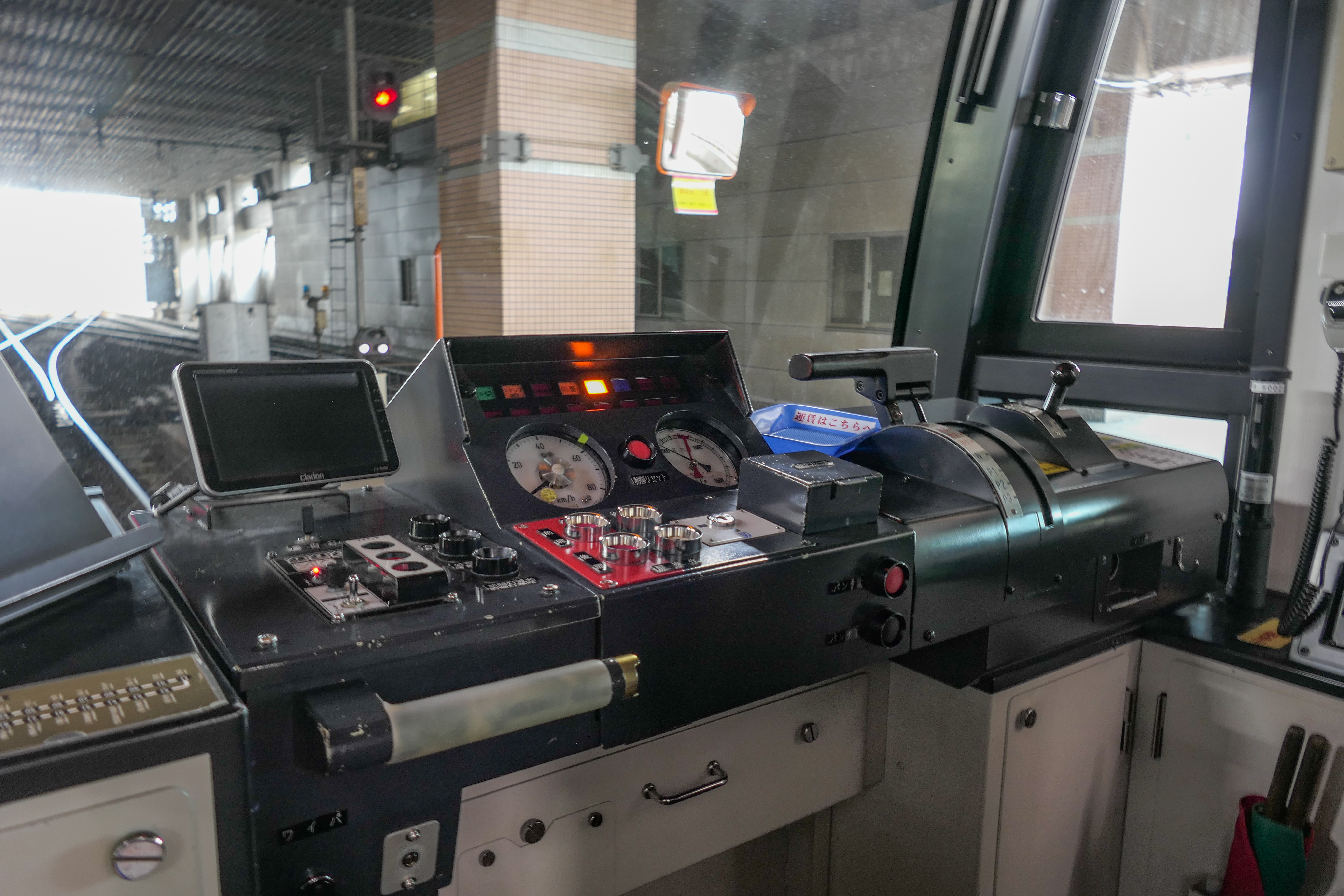
運転台（2021年12月）
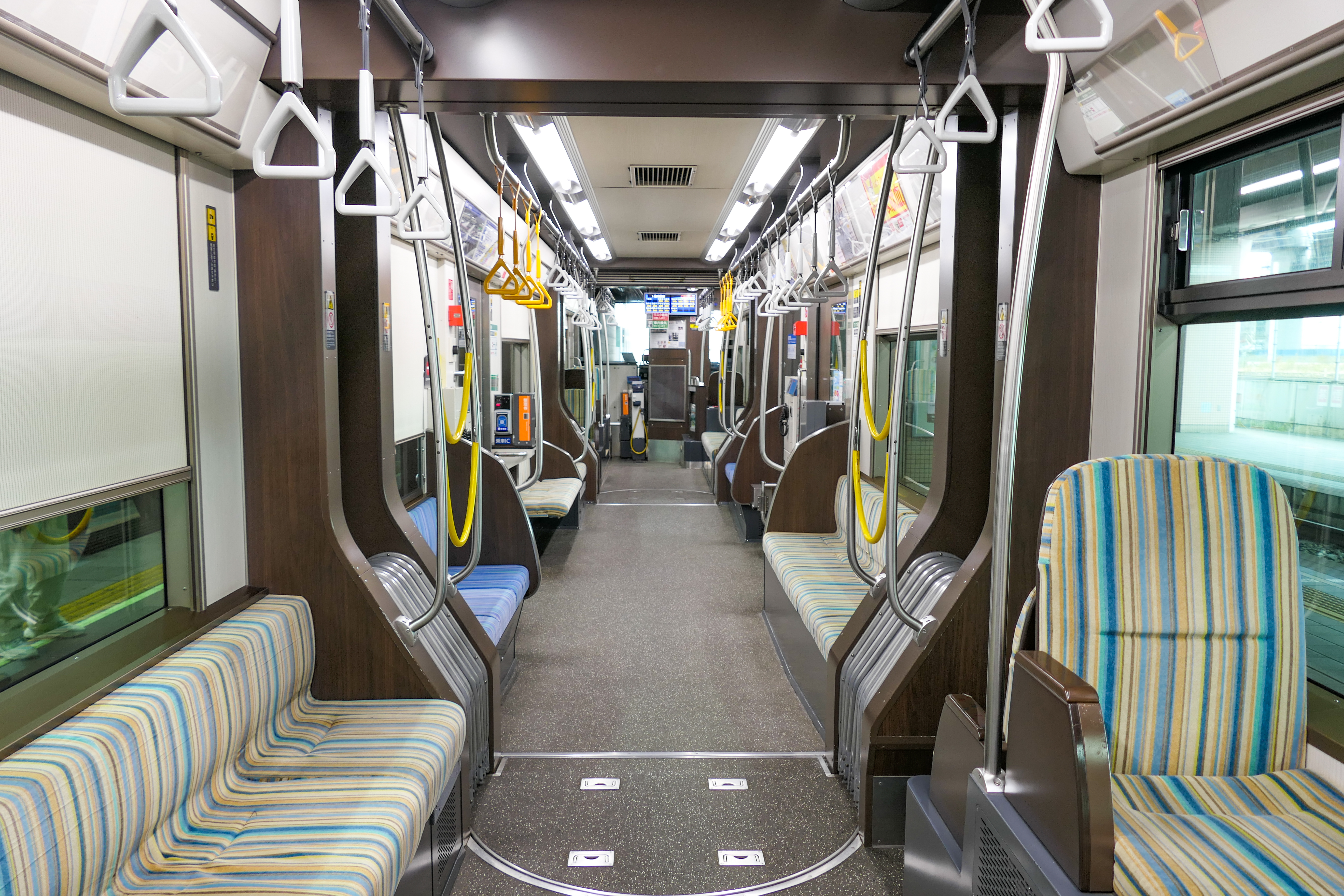
車内（2021年12月）
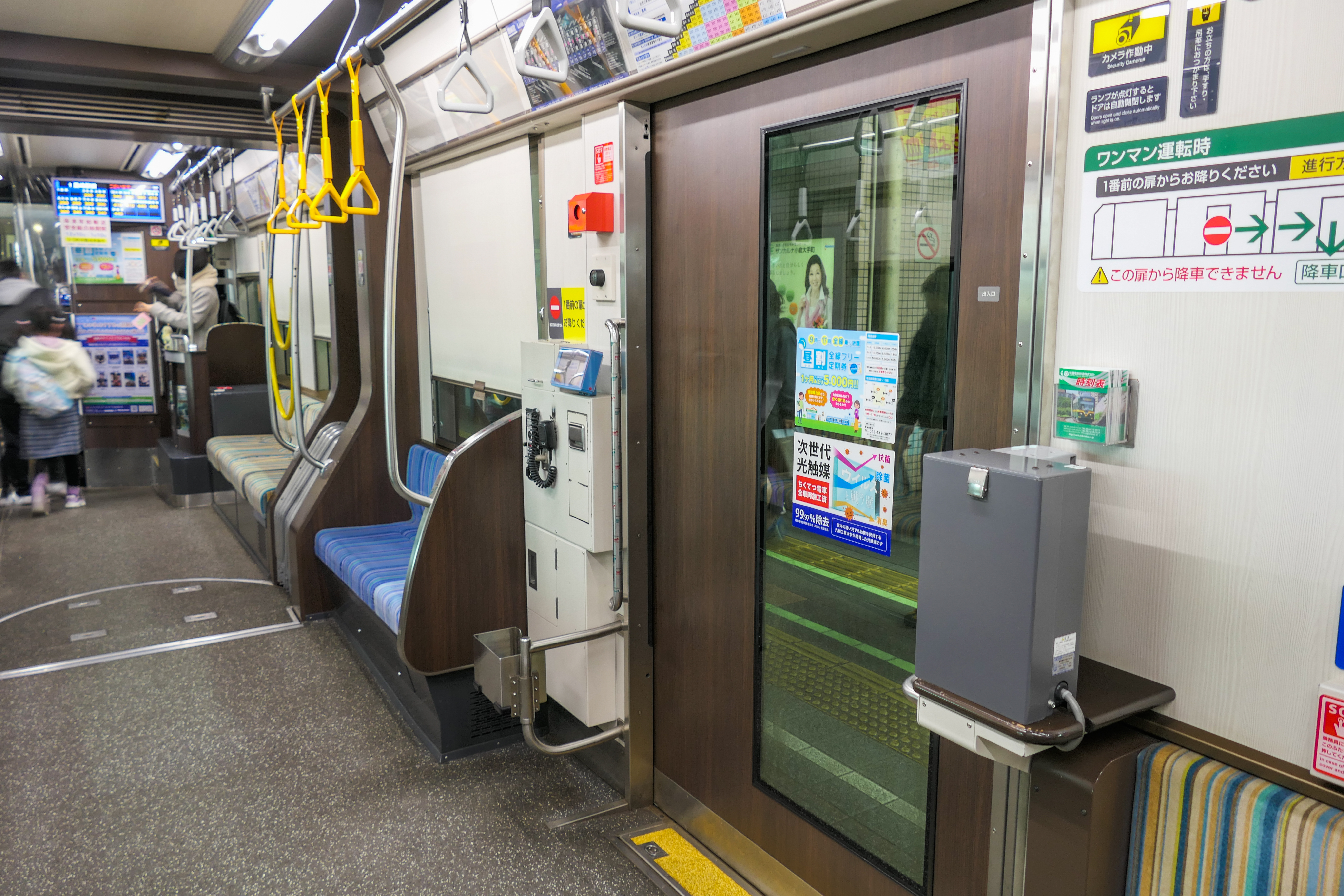
扉付近と優先席（2021年12月）

## 導入と現況
第1編成が2014年11月に搬入、11月29日・30日に黒崎車庫で開催された「ちくてつ電車まつり2014」で初公開され、同年12月9日に報道陣に公開された。
2015年3月14日のダイヤ改正時に運行を開始し、nimocaのサービスも他車を含めて全線で導入を開始した。
また、第2編成は2016年3月1日に運行を開始した。2017年2月13日には第3編成も営業運転を開始した。
当初予定の最後の編成となる黒崎駅前方よりA車、C車、B車となってい第4編成は2017年12月4日早朝、楠橋車庫に搬入、12月18日より運行を開始した。これにより、当初計画の4編成が出揃った。

## 編成とカラー
- 5001　日本赤十字社
- 5002　グリーン
- 5003　ピンク
- 5004　bizdco　(夜空)

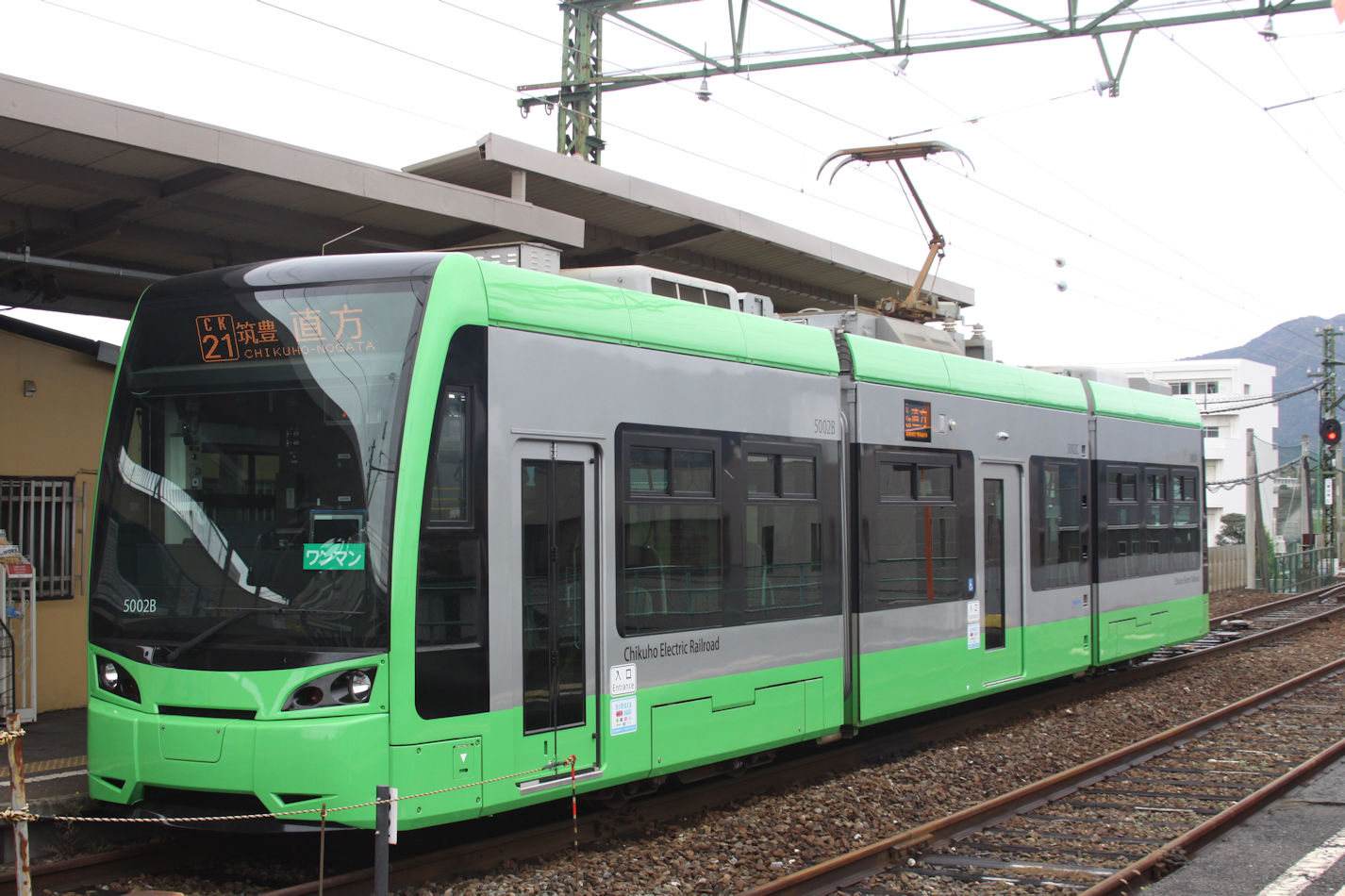
5002（2016年11月 筑豊直方駅）
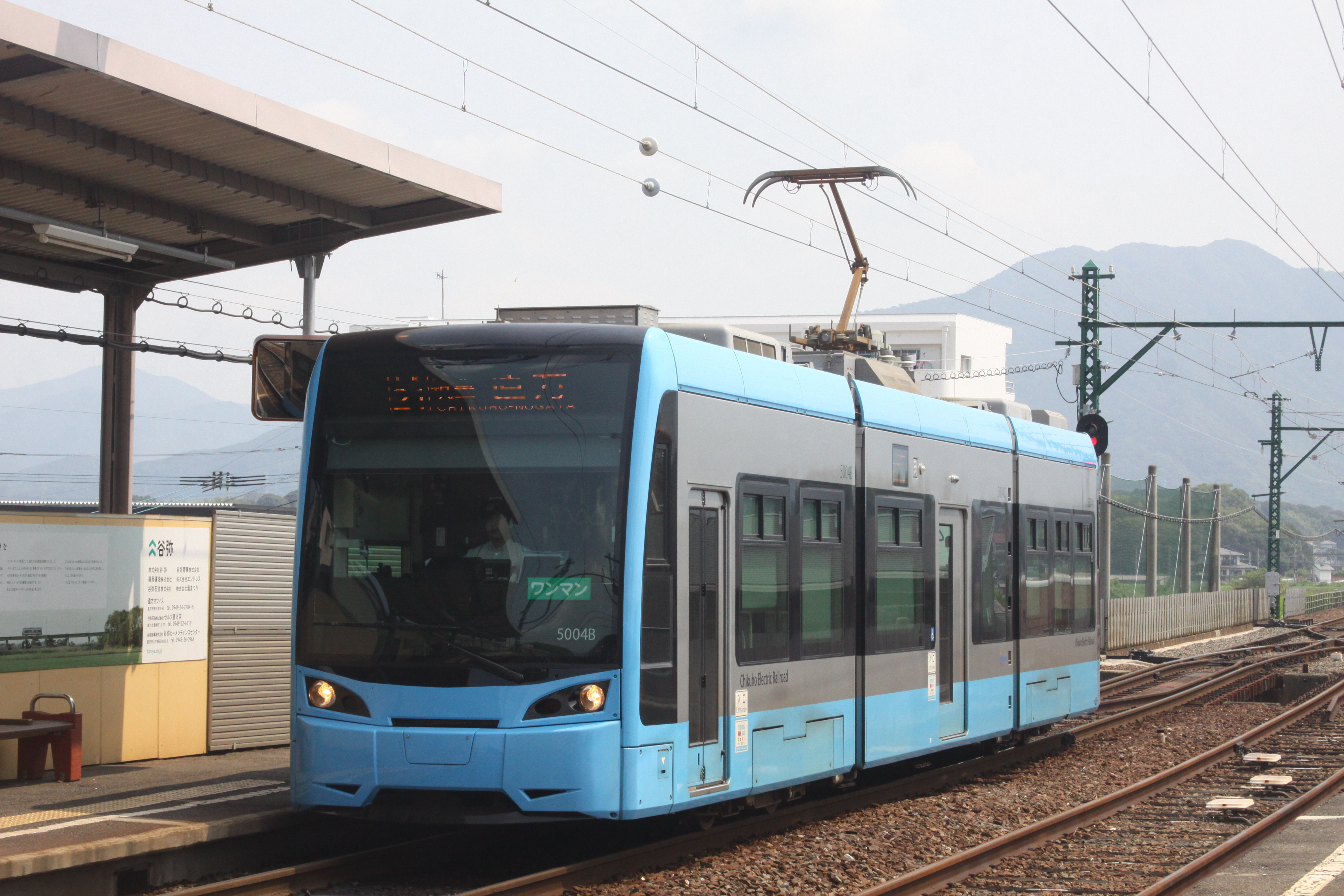
5004（2018年8月 筑豊直方駅）